# NGC 5183
NGC 5183 é uma galáxia espiral (Sb) localizada na direcção da constelação de Virgo. Possui uma declinação de -01° 43' 14" e uma ascensão recta de 13 horas, 30 minutos e 06,1 segundos.
A galáxia NGC 5183 foi descoberta em 11 de Abril de 1787 por William Herschel.